# Albert Crusat
Albert Crusat Domènech (ur. 13 maja 1982 w Barcelonie) – hiszpański piłkarz grający na pozycji pomocnika.

## Kariera klubowa
Wychowanek RCD Espanyolu rozegrał pięć meczów w pierwszej drużynie podczas sezonu 2002–2003 (pierwszy 2 września 2002 roku, porażka 0-2 z Realem Madryt). Katalończycy byli w tamtym sezonie o włos od degradacji. W sezonie 2003–2004 piłkarz występował już w drugoligowym Rayo Vallecano, gdzie rozegrał tylko pięć meczów, a następny rok spędził w Lleidzie.
Kolejnym krokiem w karierze Crusata była UD Almería. W drugim sezonie pobytu w Andaluzji, dzięki jedenastu trafieniom oraz bardzo dobrej grze, pomógł drużynie w awansie do Primera División.
Najbardziej udanym sezonem w karierze pomocnika był 2009–2010. To był trzeci sezon w historii Almerii w najwyższej klasie rozgrywkowej Hiszpanii. Skrzydłowy zdobył wówczas siedem goli w 33 występach, przez co stał się drugim najlepszym strzelcem drużyny w sezonie. Sezon 2009–2010 Crusat zakończył też z dużym dorobkiem, jeśli chodzi o żółte kartki, bo zgromadził ich 13.
26 sierpnia 2011 roku podpisał kontrakt z Wigan Athletic.